# María Asquerino
María Asquerino (ur. 25 listopada 1925 w Madrycie; zm. 27 lutego 2013 tamże) – hiszpańska aktorka filmowa i teatralna. Laureatka Nagrody Goya dla najlepszej aktorki drugoplanowej za rolę w filmie Morze i czas (1989) Fernanda Fernána Gómeza.